# Карло III Токо
Карло III Токо (1464 – 1518) био је титуларни деспот Епира и гроф палатин Кефалоније и Закинтоса од смрти свог оца Леонарда III Тока од око 1503. године, до своје смрти 1518. године. Деспот Карло III је живео у Риму, где је примао пензије и од папства и од Напуљске краљевине. Као одрасла особа, деспот Карло III је радио као војни официр, служећи и папству и цару Максимилијану I.
Деспот Карло III је био дубоко огорчен због губитка територија своје породице у Грчкој. Оженио се Андроником Аријанит, ћерком Константина Аријанита, још једног претендента на територије у Грчкој, и представљао се не само као глава некадашње епирске деспотске породице, већ и као наследник српске династије Бранковића и византијске царске династије Палеолога (иако није претендовао на титуле).

## Биографија
Карло III Токо је био најстарији син деспота Леонарда III Тока, рођеног на острву Лефкада 1464. године. Карлова мајка, деспина Милица Бранковић, била је ћерка Лазара Бранковића, деспота српског, и деспине Хелене Палеолог, ћерке деспота Томе Палеолога, најмлађег брата последњег византијског цара Константина XI Палеолога. Карлов отац је био последњи владајући деспот Епира, изгубивши своје последње земље у Грчкој 1479. године, због освајања од стране Османског царства. деспот Леонардо III, његова супруга деспина Франческа Марцано (деспина Милица Бранковић је умрла 1464. године), два његова брата и Карло побегли су у Италију, где их је примио напуљски краљ Фердинанд I, стриц Леонардове нове жене.
Иако је деспоту Леонарду III Фердинанд доделио пензије и феуде у Италији, они нису били довољно просперитетни да издржавају њега, његову пратњу и породицу, а такође су били далеко од војне помоћи коју је деспот Леонардо III очекивао да поново преузме своје грчке земље. Недуго пре него што се деспот Леонардо III нашао у великим дуговима, и изгубио је већину феуда које је добио. 29. фебруара 1480. године, деспот Леонардо III, његова браћа и Карло стигли су у Рим, тражећи новац од папе Сикста IV. Деспот Леонардо III је у Риму добио великодушнију пензију од 2000 златника и унајмио је кућу између Ботеге Оскура и Виа Пеликиарија. Након Леонардове смрти у неком тренутку понтификата папе Александра VI (1492–1503),  деспот Карло III је наставио да живи у Риму и тамо је служио као капетан Светог колеџа. Живео је у кући у Виа ди С. Марко и уживао је у пензији коју су обезбеђивали и папа и Краљевина Напуљ. Великодушност Напуља није била тако велика колико је могла бити, с обзиром на то да је краља Фердинанда I, који је обећао деспоту Леонарду III да ће третирати деспота Карла III као свог сина, збацио француски краљ Шарло VIII, који је потом преузео контролу над напуљском краљевином.
Деспот Карло III је био дубоко огорчен због судбине земље своје породице у Грчкој и био је незадовољан због губитка статуса и моћи. У једном оплакујућем документу, деспот Карло III је забележио да је судбину своје породице назвао „несрећом и одбацивањем богатства“. У истом тексту он је себе навео као наследника и потомка „деспота Романије и Арте [и] најмирнијих домова српских, Комнина и Палеолога, обе цариградске куће“. Претензије деспота Карла III и његових потомака да су они представљали не само епирску деспотску породицу, већ и српску краљевску династију и византијску царску, није била нелегитимна с обзиром да су они представљали наследнике деспота Томе Палеолога по женској линији. Последњи потпуно документовани и извесни потомци деспота Томе Палеолога по мушкој линији умрли су почетком XVI века, а деспина Хелена Палеолог, Карлова бака, била је Томина најстарија ћерка. Од три Хеленине ћерке, Карлова мајка је била најстарија која је имала децу.
После очеве смрти, деспот Карло III се такође борио у војсци Максимилијана I, цара Светог римског царства. Деспот Карло III је умро у својој кући у Виа С. Марко 1518. године, током понтификата папе Лава X (1513–1521). Деспот Карло III се оженио Андроником Аријанит, ћерком Константина Аријанита, самопроглашеног претендента на титуле „кнеза од Македоније“ и „војводе од Ахаје“. Карлове претензије наставило је његово и Андроникино једино дете, син Леонардо IV Токо, рођен у неком тренутку 1510-их.